# Сантіварман
Сантіварман (Шантірварма) (д/н — бл. 460) — дхармамагараджахіраджа держави Кадамба в 455—460 роках.

## Життєпис
Старший син дхармамагараджахіраджи Какустхаварми. Після смерті батька бл.455 року розділив з іншим братом Крішнаварманом I володіння, надавши тому південну частину і обов'язок протистояти Паллавам. При цьому Крішнаварман I визнавав першість Сантівармана як «володаря всієї країни Карната».
Був відомий своїм особистим шармом і красою. Згідно з написом, він носив три корони (паттатрая), щоб показати своє процвітання. Панував лише 5 років. Йому спадкував інший брат Шива Мандгатрі.